# Luis Pineda (beisbolista)
Luis A. Pineda (nacido el 17 de octubre de 1974 en San Cristóbal) es un ex lanzador dominicano que jugó en las Grandes Ligas de Béisbol. Lanzó para los Tigres de Detroit y los Rojos de Cincinnati. Debutó el 4 de agosto de 2001 con los Tigres contra los Atléticos de Oakland y tuvo una línea perfecta de 1.0 IP, 0 H, 0 SO, 0 BB, 0 ER durante el partido. Después de su temporada de novato, fue cambiado por los Tigres con el dominicano Juan Encarnación a los Rojos por Dmitri Young. Su última aparición fue en 2002 con Cincinnati.
Dinero

## Estadísticas
| G  | W | L | ERA  | SO | BB |
| -- | - | - | ---- | -- | -- |
| 42 | 1 | 4 | 4.44 | 44 | 38 |

Nota: todas las abreviaturas están en inglés.